# Megalospora tuberculosa
Megalospora tuberculosa är en lavart som först beskrevs av Fée, och fick sitt nu gällande namn av Sipman. Megalospora tuberculosa ingår i släktet Megalospora och familjen Megalosporaceae.   Inga underarter finns listade i Catalogue of Life.